# Ferraris-Zähler

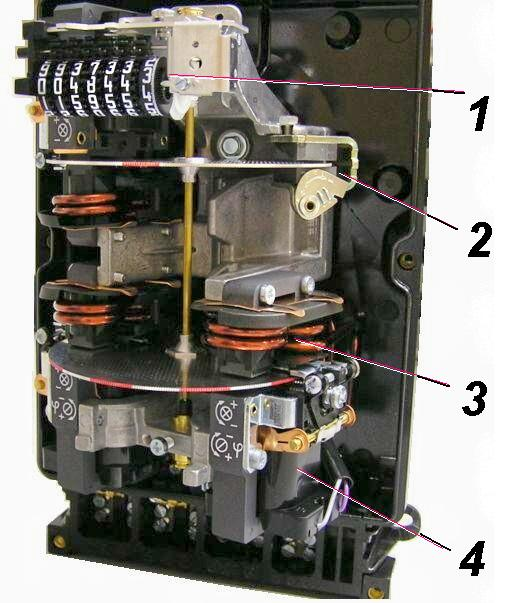
Ferraris-Drehstromzähler (geöffnet) mit zwei starr gekoppelten Ferraris-Scheiben:
1 – Rollenzählwerk
2 – justierbare Wirbelstrombremse (Dauermagnet)
3 – eine der drei Stromspulen
4 – eine der drei Spannungsspulen (die dritte versteckt sich links hinter dem Zähler)

Der Ferraris-Zähler, benannt nach Galileo Ferraris, oder Induktionszähler ist ein elektromechanisches Messgerät für elektrische Energie, umgangssprachlich  ein Stromzähler. Er wird zur Anzeige der konsumierten, selten auch der eingespeisten, elektrischen Energie bei ein- oder mehrphasiger Wechselspannung in Niederspannungsnetzen verwendet. Er besteht aus einer speziellen Form von Asynchronmotor, dem Ferrarisläufer (auch Ferraris-Scheibe genannt), der die Form einer kreisförmigen  Aluminiumscheibe hat, in Verbindung mit einem mechanischen Zählwerk.

## Aufbau

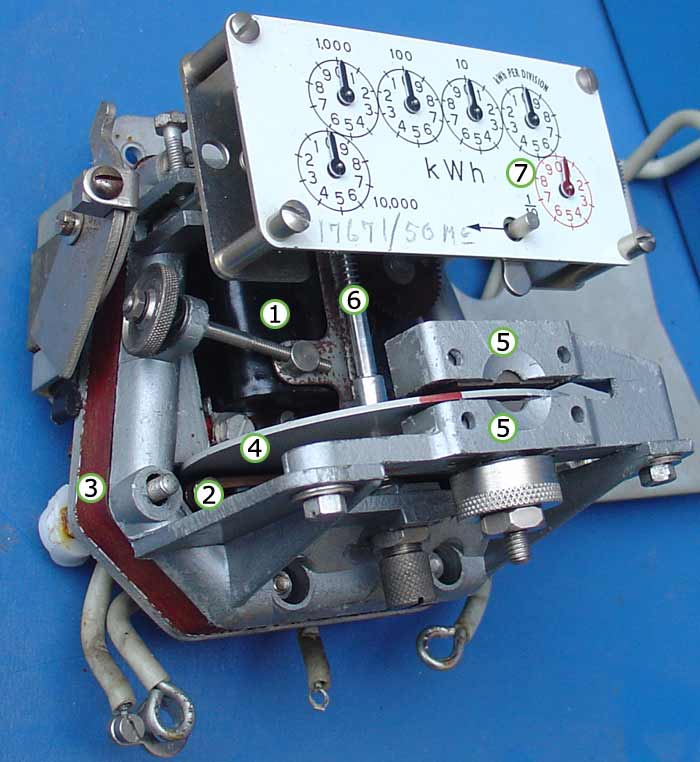
Nordamerikanischer Ferraris-Zähler für das dort übliche Einphasen-Dreileiternetz. Man beachte die unterschiedlichen Drehrichtungen der einzelnen Dezimalstellen in der Anzeige

Der Ferrarisläufer ist eine drehbar gelagerte Aluminiumscheibe, die durch die Wechselfelder zweier Erregerspulen läuft:
- die eine Spule ist ausgeführt als Strompfad mit ganz wenigen Windungen; durch sie fließt auch  der durch die Verbraucher fließende elektrische Strom
- die andere Spule ist ausgeführt als Spannungspfad mit sehr vielen Windungen und hoher Impedanz; an dieser Spule liegt die elektrische Spannung (Netzspannung).

Bei Mehrphasensystemen ist für jeden Außenleiter eine eigene Spule im Strom- und Spannungspfad notwendig, deren Felder sich addieren.
Die Kerne der Spulen des Strom- bzw. des Spannungspfades sind an der Aluminiumscheibe so angeordnet, dass sie zusammen ein magnetisches Drehfeld erzeugen, welches die Scheibe über in ihr induzierte Wirbelströme wie bei einem Asynchronmotor antreibt.
Durch die geometrische Anordnung der Spulen und den Umstand, dass der Phasenwinkel im Spannungspfad aufgrund der Induktivität um 90° verschoben ist, ist das  Drehmoment {\displaystyle M}, das von den Magnetfeldern auf die Scheibe ausgeübt wird, in jedem Augenblick proportional zum Produkt aus Strom {\displaystyle I} und Spannung {\displaystyle U}, d. h. zur elektrischen Wirkleistung {\displaystyle P}, mit der Winkelgeschwindigkeit {\displaystyle \omega } der Aluminiumscheibe als Proportionalitätsfaktor:
{\displaystyle {\begin{alignedat}{2}&M\cdot \omega &&=U\cdot I=P\\\Rightarrow &M&&\propto U\cdot I=P\end{alignedat}}}
Zur Justage ist die korrekte Phasenverschiebung im Spannungspfad im Rahmen der Kalibrierung am Zähler einstellbar. Die Blindleistung führt dann im zeitlichen Mittel zu keinem Drehmoment und wird nicht gezählt.
Weiter sind oft Kurzschlussbügel aus Widerstandsdraht vorhanden, mit denen das Drehmoment für verschiedene Leistungsstufen abgeglichen werden kann.
Der Ferraris-Zähler arbeitet nur korrekt, wenn
1. die Netzfrequenz konstant ist, und
2. die Geschwindigkeit der Scheibe sehr viel kleiner als die des Wanderfeldes ist, und
3. die Lage der Aluminiumscheibe horizontal ist.

Weiterhin muss es ein drehzahlproportionales Bremsmoment geben, sodass sich das Integral der Momentanleistung (Drehmoment) über die Zeit als Zahl der Umdrehungen pro Energiebetrag ergibt. Das Bremsmoment wird durch eine Wirbelstrombremse mit einem Permanentmagneten erreicht, durch dessen Feld sich die Scheibe ebenfalls bewegt.
Die Reibung im Zählwerk und in den Lagern muss durch ein Hilfsdrehmoment ausgeglichen werden, damit die Drehzahl der Scheibe proportional zum antreibenden Moment des Wanderfeldes bzw. zur elektrischen Wirkleistung ist. Hierfür wird z. B. die Spannungsspule durch eine Metallschraube oder einen Kupferbügel unsymmetrisch gemacht, sodass ein selbstständiges Wanderfeld entsteht.
Um sicherzugehen, dass der Zähler steht, wenn keine Wirkleistung bezogen wird, trägt die Achse der Zählscheibe eine Hemmfahne, welche von einem Gegenstück auf den ruhenden Teilen angezogen wird, sodass die Scheibe zum Stillstand kommt, wenn eine bestimmte Mindestleistung unterschritten wird. Bis die Ruhestellung erreicht ist, kann die Scheibe sowohl vorwärts als auch rückwärts laufen, obwohl kein Strom verbraucht wird. Wenn im Leerlauf die (meist rote) Markierung auf der Scheibe mittig im Sichtfenster des Zählers zu sehen ist, muss die Scheibe stoppen – ansonsten gilt der Zähler als defekt.
Der Ferrarisläufer treibt über einen Schneckentrieb ein Rollenzählwerk, das die Anzahl der Scheiben-Umdrehungen als Energie (Kilowattstunden) anzeigt.
Bei Rückeinspeisung elektrischer Energie in das Netz läuft ein Ferraris-Zähler normalerweise rückwärts, sofern keine mechanischen Sperren vorhanden sind.
Für höhere Ströme wird die Stromspule über einen Stromwandler angeschlossen, für höhere Spannungen wird die Spannungsspule an einen Spannungswandler angeschlossen. Für die Messung von Blindleistung kann die Phase des Stromes durch die Spannungsspule, z. B. durch eine Hummelschaltung, um 90° gedreht werden.
Die elektromechanischen Ferraris-Zähler werden seit Anfang der 2000er Jahre durch digitale Energiezähler ersetzt.

## Hersteller
Ein großer Hersteller von Ferraris-Zählern war u. a. das Schweizer Unternehmen Landis+Gyr.
Ein führender deutscher Hersteller war die AEG mit ihrer Zählerfabrik in Hameln.